# Émile-René Ménard
Émile-René Ménard (n. 15 aprilie 1862, Paris, Île-de-France, Franța – d. 13 ianuarie 1930, Paris, Île-de-France, Franța) a fost un pictor francez. Încă din copilărie a fost absorbit într-un mediu artistic: pictorii Corot, Millet și Barbizon au frecventat casa familiei, familiarizându-l astfel atât cu subiectele de peisaj, cât și cu cele antice.

## Biografie
Ménard a studiat la Académie Julian din 1880, după ce a fost elev al lui Baudry, Bouguereau și Henri Lehmann⁠(d)  A participat la Salonul Secesiunii din München și la Salonul de la Libre Esthétique din Bruxelles în 1897. Mai multe expoziții personale i-au fost dedicate și la Galeria Mică Georges. În 1904, a fost numit profesor la Académie de la Grande Chaumière și în acel an l-a primit în atelierul său de artă pe tânărul pictor rus Boris Kustodiev⁠(d), în vârstă de 26 de ani.
În 1921, a expus în al Doisprezecelea Salon împreună cu Henri Martin și Edmond Aman-Jean. Galeriile din Buffalo, New York și Boston, Massachusetts au expus picturile lui Ménard în Statele Unite. Cu toate acestea, numeroasele comenzi pe care Ménard le-a primit de la guvernul francez i-au încununat cariera; de exemplu, ciclul pentru Hautes Etudes à la Sorbonne, Faculté de Droit și fresca Atomi pentru institutul de chimie și, în final, Caise des Dépôts din Marsilia.

Arta lui Ménard îmbină un clasicism riguros, clar, cu o tușă difuză și onirică. În 1894, Victor Shoe  a descris opera lui Ménard în l'Art et la Vie (Artă și viață) ca fiind „viziuni ale unei naturi liniștite, scăldate, ale zorilor și ale amurgului, în care sufletul pare să se cufunde în inocența zorilor și să respire ungerea divină care vine odată cu zorii”.

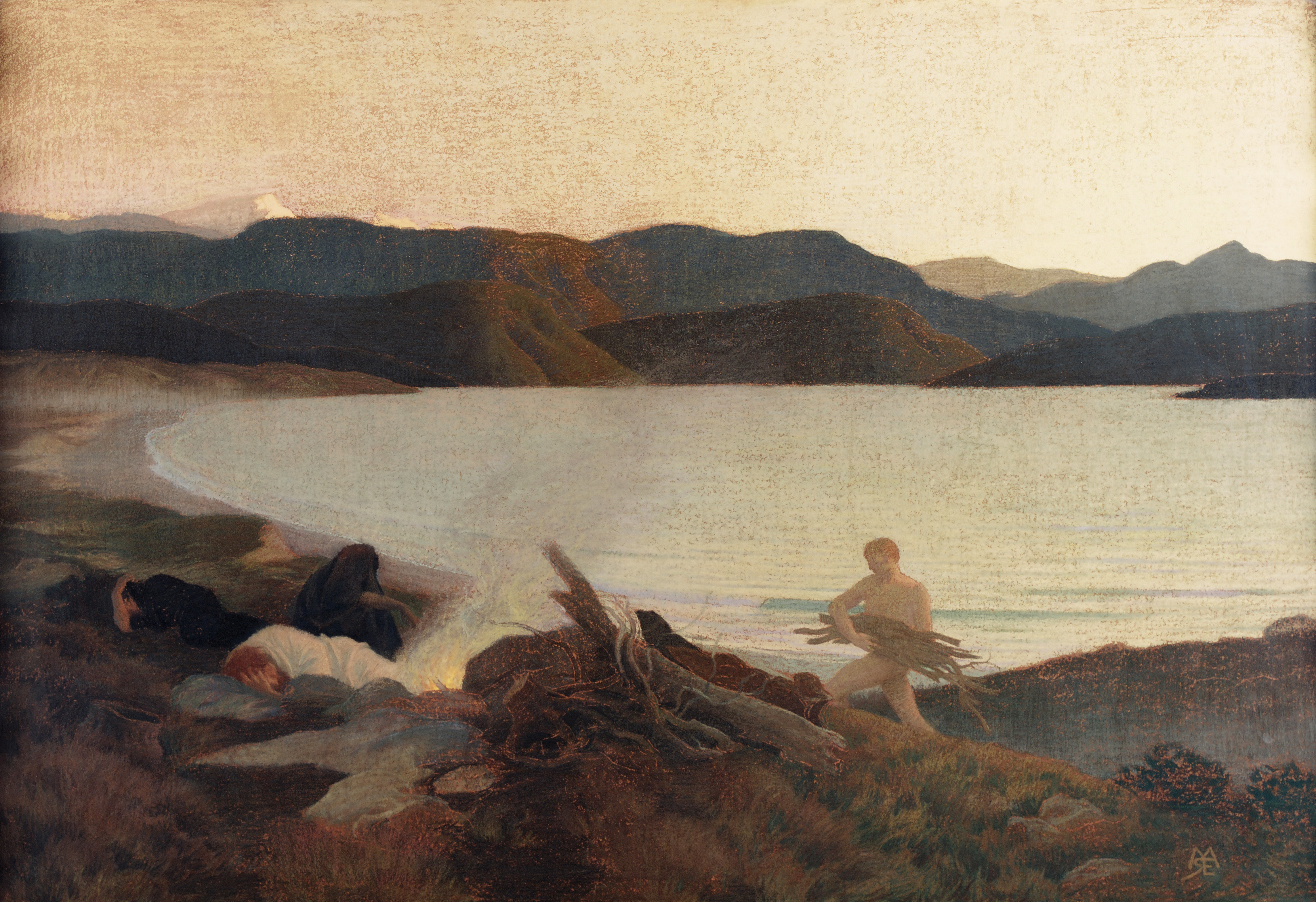
Rătăcitorii
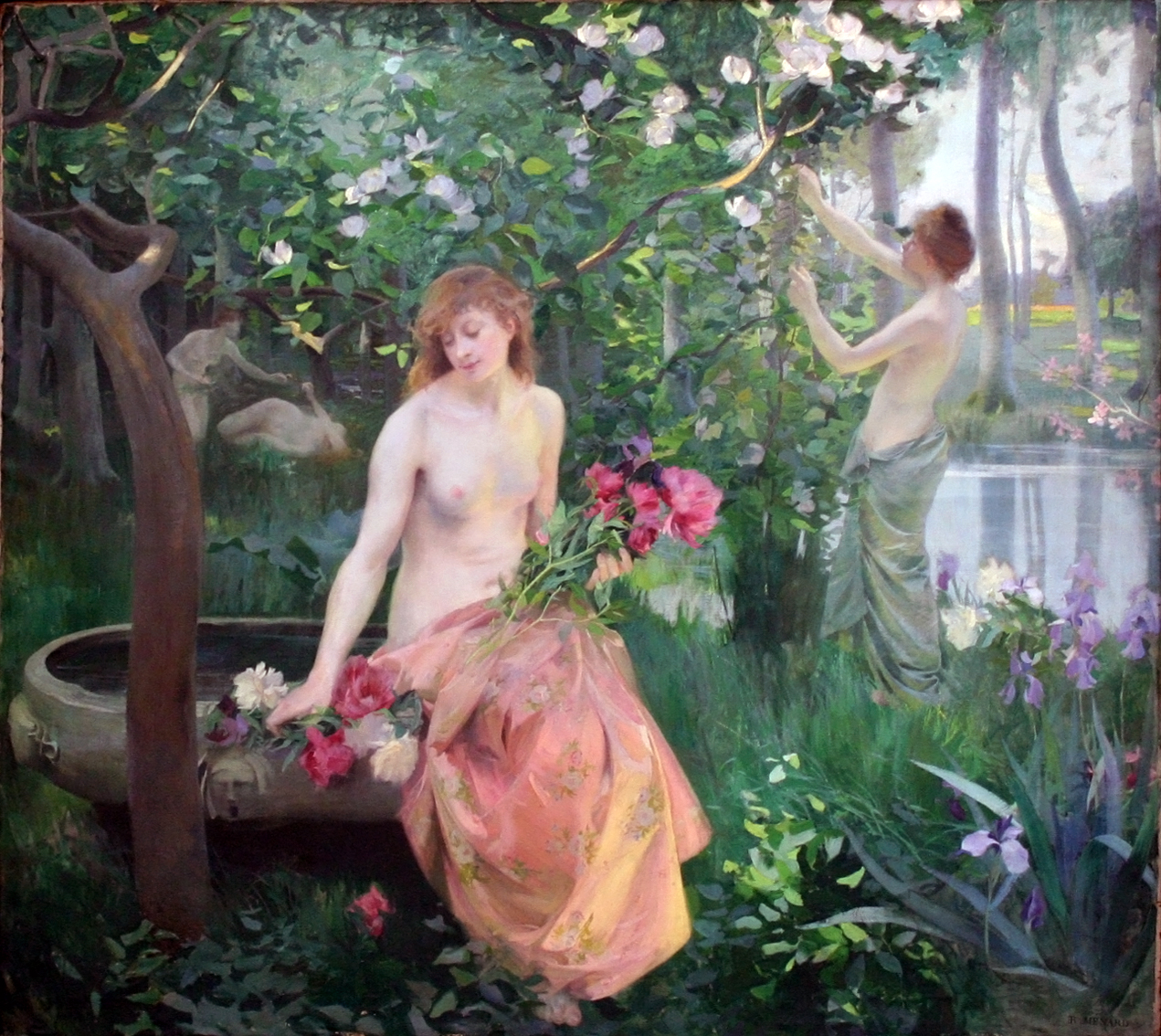
Primăvară
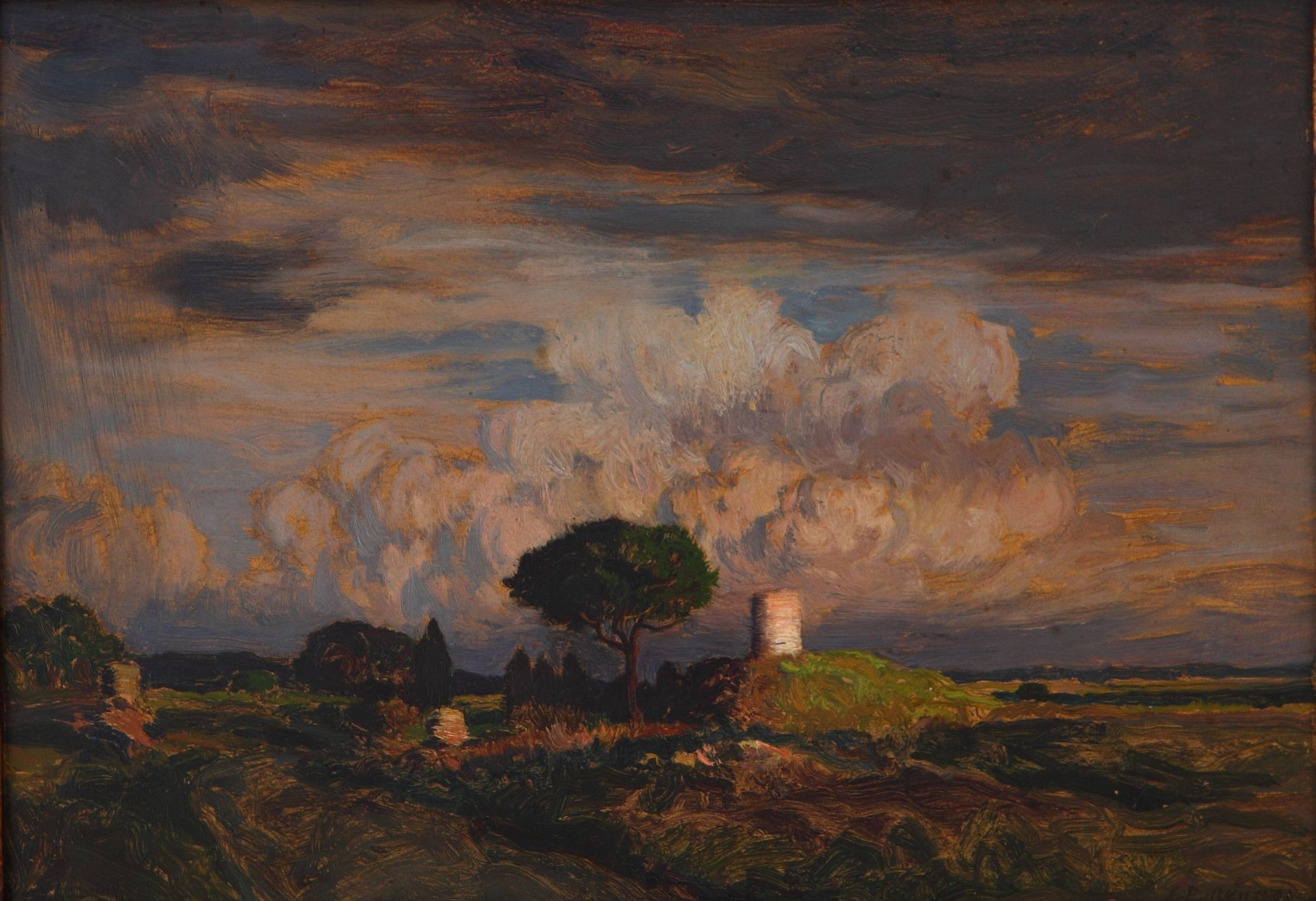
Vedere la Apenini
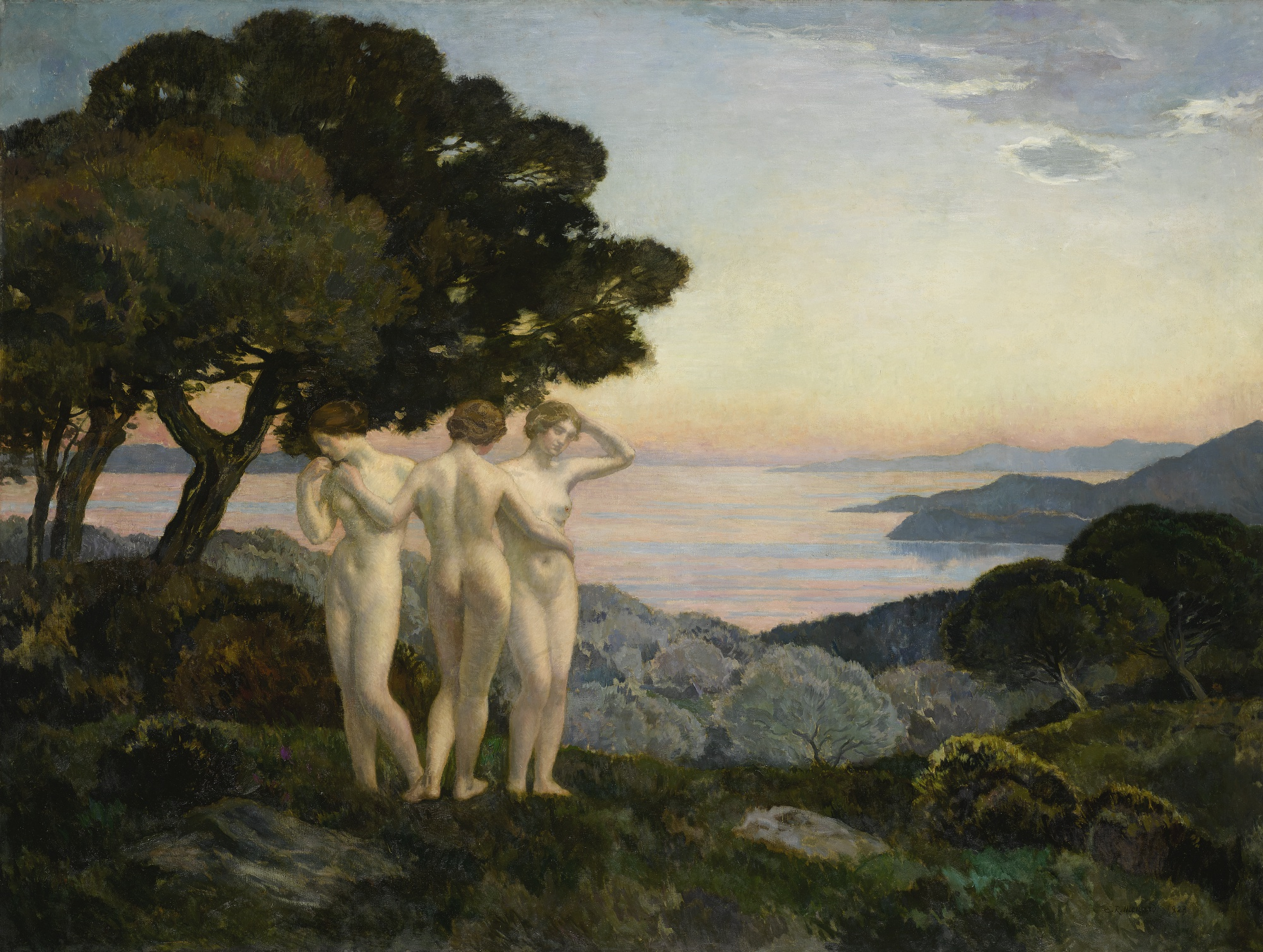
Cele trei haruri, 1923